# Reiterbildnis des Grafen-Herzogs von Olivares
Gaspar de Guzmán, Graf-Duke von Olivares, zu Pferd ist ein Ölgemälde auf Leinwand des spanischen Malers Diego Velázquez, das um das Jahr 1636 entstand. Es befindet sich seit seiner Einweihung 1819 im Museo del Prado in Madrid.
Dieses Gemälde stellt eine Ausnahme im Stil von Velázquez dar, da es in seiner Gestaltung und Farbgebung kräftiger und pompöser ist als seine sonst eher düsteren Porträts. Ziel des Werkes war es, die Macht von Gaspar de Guzman, Graf von Olivares und Herzog von Sanlúcar la Mayor, bekannt als Graf-Herzog von Olivares, dem obersten Minister unter Philipp IV. von Spanien, einem spanischen Adligen und einflussreichen Politiker, zu bestätigen.

## Beschreibung
Olivares wird hoch zu Ross dargestellt, eine Ehre, die normalerweise Monarchen vorbehalten ist und die die Macht widerspiegelt, die er als valido oder rechte Hand des Königs erlangt hat (was dem Amt des heutigen Premierministers entspricht). Das Bild ähnelt den Reiterporträts, die Velázquez für den Saal der Reiche im Buen-Retiro-Palast gemalt hatte, wurde jedoch nicht für diese Serie angefertigt, sondern sollte einen besonderen Brauch von Olivares auf dem Weg nach Hause darstellen. Es ist nicht datiert, steht aber kurz nach dieser Serie, um 1638 und wurde möglicherweise nach der Schlacht von Fuenterrabía gemalt, einem militärischen Erfolg, der Olivares zugeschrieben wurde, obwohl er nicht persönlich beteiligt war. Das Bild kam erst ein Jahrhundert später in die Königliche Sammlung, den Vorgänger des Prado-Museums.
Der Graf-Herzog trägt einen breitkrempigen Federhut und das Staatsband. In der Hand hält er einen Marschallstab, der die Richtung der Schlacht markiert. Die Rüstung, die er trägt, wird möglicherweise im Palast von Liria in Madrid aufbewahrt (Sammlung des Haus Alba). Der Graf schaut den Betrachter an, um sicherzugehen, dass alle seine Heldentat sehen können. Die Figur wird von einem niedrigen Standpunkt aus betrachtet und der Oberkörper ist nach hinten gedreht, was ihn schlanker erscheinen lässt. Olivares hatte einen massigen Körper und war eher ungeschickt, wie man auf den Porträts sieht, die Velázquez zuvor angefertigt hatte.
Das Pferd hebt die Vorderbeine an und vollführt einen Salto oder eine Levade, während es in Richtung Schlachtfeld blickt. Durch die Diagonale der Hügel, die in der Landschaft zu sehen sind, verleiht die Komposition dem Porträt Energie. In dieser Dynamik erinnert das Werk an Rubens. Dieses Reiterporträt unterscheidet sich von denjenigen, die für die königliche Familie angefertigt wurden, und man nimmt an, dass es von Olivares angeregt wurde. Velazquez musste besonders vorsichtig sein, da Olivares das höchste politische Amt des Hofes (nach dem König) innehatte und ihn in seiner Anfangszeit als Maler in Madrid unterstützt hatte.
Die Schlacht in der Ferne wird mit kleinen Punkten dargestellt. Die Landschaft ist sehr schematisch, wie bei Velázquez üblich, ohne Gebäude oder Figuren. Vielleicht liegt es daran, dass der Maler die Stadt Hondarribia, in der sich die beschriebene Schlacht abspielte, nicht kannte, obwohl andere Quellen glauben, dass sich das Gemälde nicht auf eine bestimmte Schlacht bezieht. Die Hügel verblassen in Grün- und Blautönen und vermitteln ein Gefühl der Abgeschiedenheit, denn das Bild soll eine sehr scharfe Luftperspektive haben.
Die reiche Farbgebung und die Behandlung des Lichts verleihen der Szene eine große Lebendigkeit.